# Amacio
Amacio  fue una persona de origen humilde que pretendió ser o bien el hijo o el nieto del general romano Cayo Mario. Tras la muerte de Julio César en 44 a. C., Amacio se presentó como un líder popular y erigió un altar a Julio César en el lugar donde su cuerpo había sido quemado. Sin embargo, poco después fue capturado por el cónsul Marco Antonio y ejecutado sin juicio previo. Este acto ilegal fue aprobado por el Senado. Valerio Máximo sostiene que su nombre era Herófilo.